# کاروانسرای مشیر
کاروانسرای مشیر مربوط به دوره قاجار است و در یزد، خیابان قیام، کوچه مسجدملااسمعیل واقع شده و این اثر در تاریخ ۱۹ مرداد ۱۳۷۹ با شمارهٔ ثبت ۲۷۶۸ به‌عنوان یکی از آثار ملی ایران به ثبت رسیده است.